# Піввіку поезії потому
«Піввіку поезії потому» або «Спадщина Альзура» (пол. «Pół wieku poezji później», англ. «Alzur's Legacy») — польський художній фанатський фільм 2019 року жанру фентезі режисера Якуба Нуржинського. Дія фільму відбувається у вигаданому світі «Відьмака». Доступний безкоштовно на YouTube.

## Сюжет
25 років потому після погрому в Ривії (останні події у Сазі про Відьмака) на Каер Морен, прадавню домівку відьмаків зі школи Вовка, нападають. Очолює штурм могутній воїн Аґаюс. Через кілька років з Аретузи, нещодавно відбудованої магічної академії, біжить Орнелла, яку підозрюють у знахідці легендарного Альманаху Альзура. У погоню за нею пускається Трісс Мерігольд, якій допомагає старий бард Любисток, його позашлюбний син Юліан і Ламберт, останній винищувач чудовиськ, спраглий помсти.

## У головних ролях
- Адріанна Яновська-Моніюшко — Наймичка
- Анджей Стжелецький — Влосцібит, Голова селища
- Анна Косік — Алевайф Пола
- Анна Лемєшек — Анежка
- Анна Ґрицевич — Фрінгілла Віго
- Артур Вовер — Воїн зі шрамами
- Бартош Весоловський — Богуч
- Вальдемар Новак — Глова
- Домінік Пйотровський — Дрункард
- Збігнєв Замаховський — Любисток
- Зофія Войцеховська — Викрадена дівчинка
- Каміла Камінська — Орнелла
- Кордіан Рековський — Наймит-лучник
- Марта Ванґроцька — Філіппа Ейльгарт
- Марта Термена-Полковська — Цірі
- Мартина Базиховська — Сабріна Ґлевіссіг
- Марцин Бубовка — Юліан
- Марціанна Лелек — Кейра Мец
- Маріуш Дрезек — Ламберт
- Марія Собоцинська — Стокротка
- Маґдалена Розанська — Трісс Мерігольд
- Міхал Зброя — Силач
- Павел Липницький — Весемір
- Пйотр Крамер — Молодий солдат
- Пшемислав Казмерчак — Ескель
- Томаш Левандовський — Господар таверни
- Філіп Мілчарський — Юргіель
- Януш Шпіґлевський — Аґаюс

## Оцінки
- На сайті IMDB фільму «Піввіку поезії потому» було надано наступну оцінку — 6.5/10 згідно з 434 відгуками[4].
- На сайті Filmweb цьому фільму було надано оцінку 6.7/10 згідно з 9 243 відгуками[5].